# Horatio Nelson, 1. Viscount Nelson

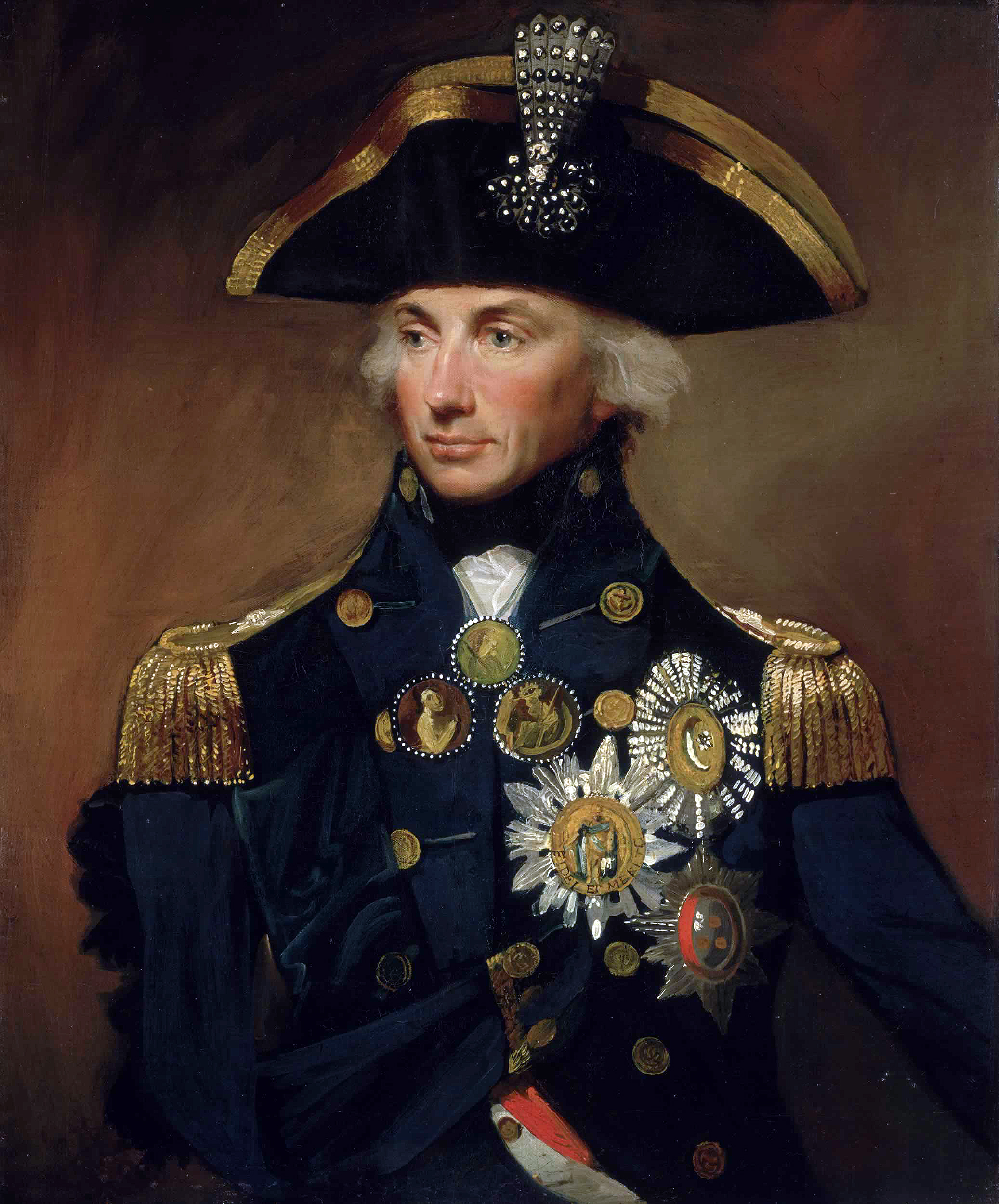
Rear-Admiral Sir Horatio Nelson, 1758–1805, Gemälde von Lemuel Francis Abbott (1799; National Maritime Museum, Greenwich, London).

Horatio Nelson, 1. Viscount Nelson, Herzog von Bronte, KB (* 29. September 1758 in Burnham Thorpe, Norfolk, England; † 21. Oktober 1805, vor Kap Trafalgar, Spanien) war ein britischer Vizeadmiral. Zu seinen zahlreichen Siegen zählen unter anderem die Schlachten von St. Vincent 1797, Abukir 1798, Kopenhagen 1801 sowie Trafalgar 1805.
Nelson gilt als der bedeutendste Offizier in der Geschichte der Royal Navy und als britischer Nationalheld.

## Leben

### Kindheit und Jugend
Horatio Nelson wurde am 29. September 1758 in Burnham Thorpe geboren. Sein Vater, Reverend Edmund Nelson, war Geistlicher der Anglikanischen Kirche, wie bereits viele seiner Vorfahren. Seine Mutter, Catherine Suckling, war eine Großnichte von Robert Walpole, 1. Earl of Orford, des ersten britischen Premierministers. Nelson war neun Jahre alt, als seine Mutter starb und ihn und seine sieben Geschwister in der Obhut seines Vaters zurückließ. Er besuchte die Norwich Grammar School in Norwich und die Paston Grammar School in North Walsham.
Das Segeln lernte er auf dem Barton Broad in den Norfolk Broads. Als er zwölf Jahre alt war, heuerte er bei der Royal Navy an. Seine Marinelaufbahn begann am 1. Januar 1771 mit der Eintragung in die Besatzungsliste der Raisonable, die von Maurice Suckling, seinem Onkel mütterlicherseits, kommandiert wurde. Den Dienst als Midshipman trat er im März an. Sein Onkel übernahm später eine der wichtigsten Funktionen in der Royal Navy und förderte die Anfangskarriere seines Neffen.
Zeit seines Lebens – auch noch als Admiral – litt Nelson an der Seekrankheit.
Da die Raisonable bereits nach kurzer Zeit wieder außer Dienst gestellt wurde, segelte er im August 1771 mit dem Handelsschiff Mary Ann unter Kapitän John Rathbone in die Karibik, kehrte danach aber zur Royal Navy zurück. Ab dem 4. Juni 1773 beteiligte er sich an der, allerdings erfolglosen, Arktis-Expedition von Constantine Phipps zur Erforschung der Nordostpassage. Die Fahrt auf der Carcass über Spitzbergen und die Insel Nowaja Semlja auf der Suche nach einem schiffbaren Wasserweg in östlicher Richtung zum Pazifik endete nach zeitweiliger Einschließung im Packeis mit der vorzeitigen Rückkehr am 25. September nach Großbritannien.
Die nächsten drei Jahre verbrachte Nelson auf dem Schiff 6. Ranges (Post ship/kleine Fregatte) Seahorse in den Gewässern Indiens, bevor er 1776 infolge schwerer Malariaanfälle krank auf die britischen Inseln zurückkehrte. 1777 legte er seine Leutnantsprüfung ab und segelte auf verschiedenen Kriegsschiffen in der Karibik.

### Erste Kommandos
Die ersten Einsätze als Kommandant eines Kriegsschiffs erfolgten 1778 auf dem Schoner Little Lucy und der Brigg Badger. Im Juni 1779 wurde er zum Kapitän (post captain) befördert. Zunächst kommandierte er die Fregatte Hinchinbroke. Nelsons Nachfolger auf den beiden letztgenannten Schiffen wurde sein lebenslanger Freund Cuthbert Collingwood.
1780 bekam er den Befehl, Truppentransporter nach Nicaragua zu begleiten. Das Ziel war, die spanische Festung Castillo de la Inmaculada Concepción am Río San Juan zu erobern. Noch vor der Besetzung der Festung am 24. April musste Nelson aus gesundheitlichen Gründen nach Hause zurückkehren. Möglicherweise hatte er sich im tropischen Dschungel mit Gelbfieber infiziert. Nach einem Jahr in Großbritannien übernahm er im August 1781 das Kommando über die Fregatte Albemarle, auf der er bis zum Juni 1783 zuerst in der Ostsee, später vor Québec und New York sowie in der Karibik segelte.
Den 1783 geschlossenen Frieden zwischen Großbritannien und Frankreich nutzte Nelson zu einem Aufenthalt in Frankreich, um – allerdings weitgehend erfolglos – seine Kenntnisse der französischen Sprache zu verbessern.
In dieser Friedenszeit erhielt Nelson 1784 das Kommando über die mit 28 Kanonen bestückte Fregatte Boreas, mit der er in den Gewässern vor Antigua kreuzte. In dieser Zeit handelte er sich großen Ärger mit den britischen Kolonisten auf Antigua durch die strikte Befolgung des „Navigation Act“ ein. Die abtrünnigen amerikanischen Provinzen durften laut britischem Gesetz mit den britischen Kolonien in der Karibik keinen Handel treiben. Der Handel wurde jedoch von den britischen Autoritäten, die daran gut verdienten, geduldet. Nelson beschlagnahmte viele amerikanische Schiffe, die seiner Meinung nach gegen das Gesetz verstießen, und wurde daraufhin von den Schiffseignern wegen illegaler Beschlagnahme des Gutes verklagt. Die Klage wurde von den Händlern von Nevis unterstützt, sodass Nelson, von Inhaftierung bedroht, acht Monate an Bord der Boreas bleiben musste. Nur eine Solidaritätserklärung der britischen Regierung bewahrte Nelson vor finanziellem Schaden.
In dieser Zeit lernte er die junge Witwe Frances („Fanny“) Nisbet kennen, die er am 11. März 1787, zum Ende seiner Mission in der Karibik, auf der Insel Nevis heiratete. Die Ehe sollte kinderlos bleiben. Nach seiner Rückkehr in die Heimat nahm Nelson den Abschied als aktiver Seeoffizier und lebte mit seiner Frau auf Halbsold für fünf Jahre im Pfarrhaus von Burnham Thorpe.

### Reaktivierung und erster Ruhm

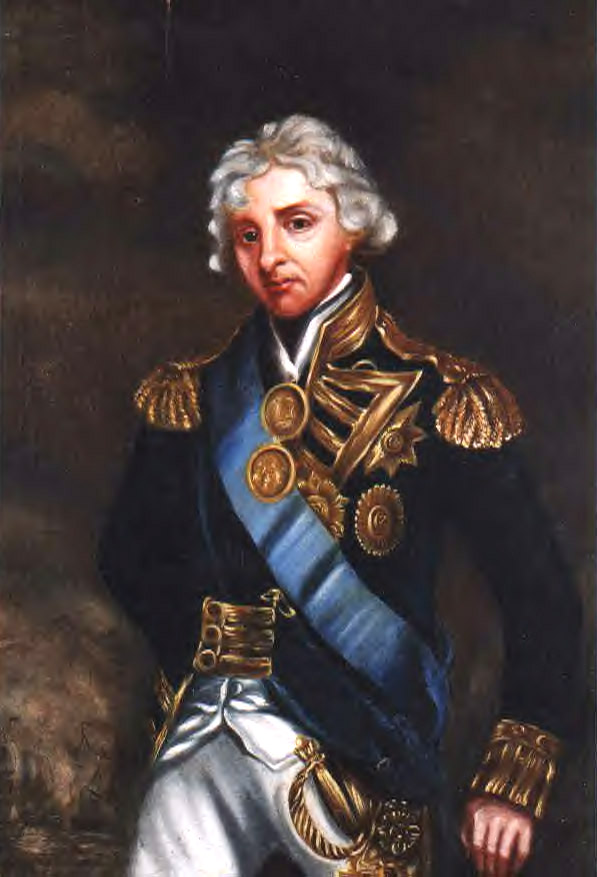
Horatio Nelson, Admiral, Porträt von John Hoppner

Als sich die Französische Revolution über die Grenzen Frankreichs ausbreitete, hatte das die Bildung einer Kriegskoalition der europäischen Monarchien zur Folge. Die Kriegserklärung Frankreichs an Großbritannien erfolgte am 1. Februar 1793. Nelson bewarb sich umgehend um ein neues Kommando und übernahm im Februar die neugebaute, mit 64 Kanonen bestückte HMS Agamemnon. Mit diesem Schiff begründete er seinen historischen Ruhm.
Im Juni segelte Nelson ins Mittelmeer, um sich dem Kommando von Samuel Hood, 1. Viscount Hood, zu unterstellen. Ziel war die Blockade von Toulon, damals der wichtigste französische Kriegshafen in Südfrankreich. Im August wurde die Hafenstadt von britischen Truppen eingenommen. Um zusätzliche Truppenverstärkungen zu bekommen, sandte Hood Nelson in das mit den Briten verbündete Königreich Neapel. So kam es im September 1793 zur ersten Begegnung mit der später Lady Hamilton genannten Frau Emma des britischen Botschafters. Nach der Rückkehr der Agamemnon nach Toulon segelte Nelson in geheimer Mission nach Tunis und hatte dabei sein erstes größeres Gefecht (Seegefecht vom 22. Oktober 1793) mit einem kleinen feindlichen Flottenverband. Da Toulon im Dezember zurückerobert worden war, richtete sich das Interesse Großbritanniens auf Korsika. Im Juli 1794 griff Nelson mit seiner Besatzung und Kanonen der Agamemnon an Land in den Angriff auf Calvi ein. Dabei kam es am 10. Juli zur ersten schweren Verwundung Nelsons. Von einer Kanonenkugel aufgewirbelter Sand und kleine Splitter trafen sein rechtes Auge, was einen weitgehenden Verlust der Sehkraft bewirkte. Die Verletzung war allerdings nicht sichtbar, und entgegen mancher Darstellung trug Nelson niemals eine Augenklappe.
Bis Anfang 1797 war Nelson in verschiedenen Einsätzen im Mittelmeer, das durch den Kriegseintritt Spaniens an strategischer Bedeutung gewonnen hatte, aktiv. Er wurde in der Zeit zum Commodore ernannt, kommandierte außer der Agamemnon die HMS Captain. Auf diesem Schiff segelte er am 14. Februar 1797 in die erste von insgesamt vier bedeutenden Seeschlachten, die ihm in seiner Heimat einen unsterblichen Ruhm einbringen sollten. Dank seiner taktischen Fähigkeiten wurde die Seeschlacht bei Kap St. Vincent (1797) vor der Küste Portugals siegreich beendet. Dass Nelson dabei allerdings bewusst einen Befehl des Oberbefehlshabers Admiral John Jervis missachtete, wird mittlerweile angezweifelt. Jervis, dem als kommandierendem Admiral das Hauptverdienst am Erfolg zugesprochen und die Earlwürde verliehen wurde, lobte Nelson im Nachhinein für sein mitdenkendes Vorgehen. Nelson wurde am 27. Mai 1797 als Knight Companion des Order of the Bath in den Ritterstand erhoben.

### Beförderung zum Admiral

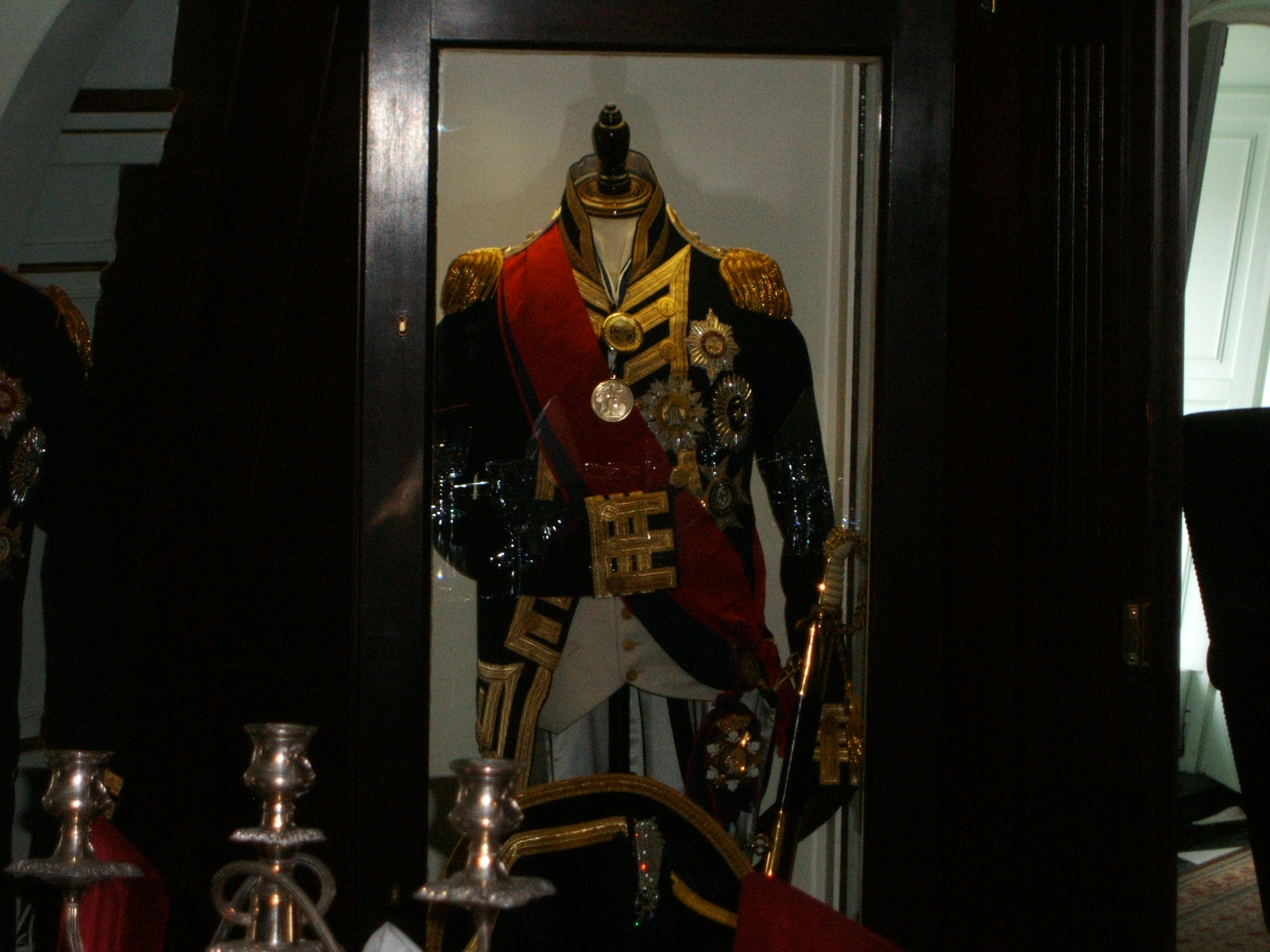
Nelsons Uniform, derzeit an Bord der Victory

Im Februar des Jahres 1797 wurde er zum Rear Admiral of the Blue, dem neunthöchsten Rang in der königlichen Marine, befördert.
In der Zeit zwischen dem 22. und dem 25. Juli 1797 versuchte Nelson bei einem Angriff auf Santa Cruz vergeblich, mit einer Flotte den Hafen und die Stadt Santa Cruz de Tenerife einzunehmen. Bei einem erfolglosen Landemanöver wurde er von einem Schuss im rechten Arm getroffen. Der Arm wurde ihm daraufhin vom Schiffsarzt bis zur Schulter amputiert.
In der Seeschlacht bei Abukir am 1. August 1798 errang Nelson einen weiteren entscheidenden Sieg über Frankreich, der letztlich zum Scheitern der Ägyptischen Expedition von General Napoléon Bonaparte führte. Nelson wurde für diesen Sieg am 6. November der Titel eines Barons Nelson of the Nile and of Burnham Thorpe verliehen. Da alle bisherigen osmanischen Orden nur an Muslime verliehen werden durften, ehrte Sultan Selim III. ihn zunächst durch einen Çelenk und stiftete sodann den Orden des halben Mondes, den Nelson im August 1799 als erster Träger erhielt.
Bei der Besetzung Neapels durch die Franzosen evakuierte er die neapolitanisch-sizilianische Königsfamilie nach Sizilien. Am dortigen Hof in Palermo verliebte er sich in Lady Emma Hamilton – die junge Frau des britischen Botschafters in Neapel. Nach der Niederwerfung der neapolitanischen Republik verweigerte er den dortigen Republikanern unter Bruch der Kapitulationsbedingungen den Abzug nach Frankreich. Den Admiral der republikanischen Flotte, Herzog Francesco Caracciolo, ließ er hinrichten. Auch der Großteil der geistigen Elite Neapels, die mehrheitlich die Republik unterstützt hatte, darunter der Verfassungsrechtler Francesco Mario Pagano und die Zeitungsherausgeberin Eleonora Fonseca Pimentel, wurde zum Tod oder zu lebenslangem Kerker verurteilt.

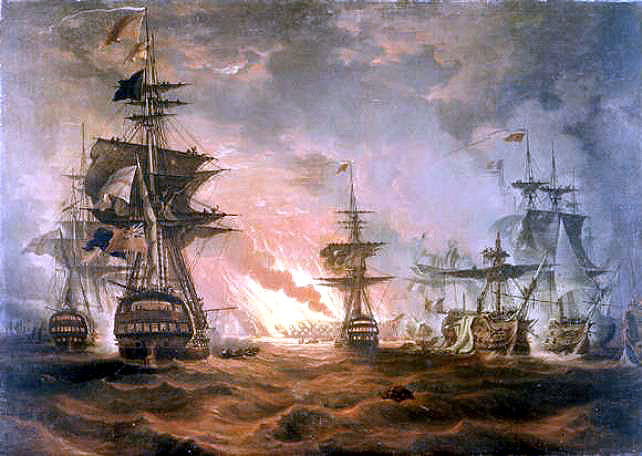
Seeschlacht bei Abukir, Gemälde von Thomas Luny (1798)

1799 wurde er Rear Admiral of the Red (siebthöchster Rang in der königlichen Marine), sein Flaggschiff wurde die Foudroyant. Im Juli unterstützte er mit seinen Streitkräften die Rückeroberung Neapels sowie die Wiedereinsetzung des Königs Ferdinand IV., wofür dieser ihm die Würde eines Herzogs von Bronte verlieh und die dazugehörigen Ländereien auf Sizilien übertrug. Seine außereheliche Beziehung zu Lady Hamilton sorgte im heimischen Großbritannien für Schlagzeilen. 1800 wurde Nelson mit den Hamiltons nach Großbritannien zurückbeordert. Lady Emma gebar ihm im Januar 1801 eine Tochter, die auf den Namen Horatia getauft wurde. Wenig später trennte er sich von seiner Frau Fanny (es erfolgte jedoch keine Scheidung) und gewährte ihr ein ansehnliches jährliches Einkommen. Nelson und Emma zogen in ein Haus am Hafen von Queenborough.

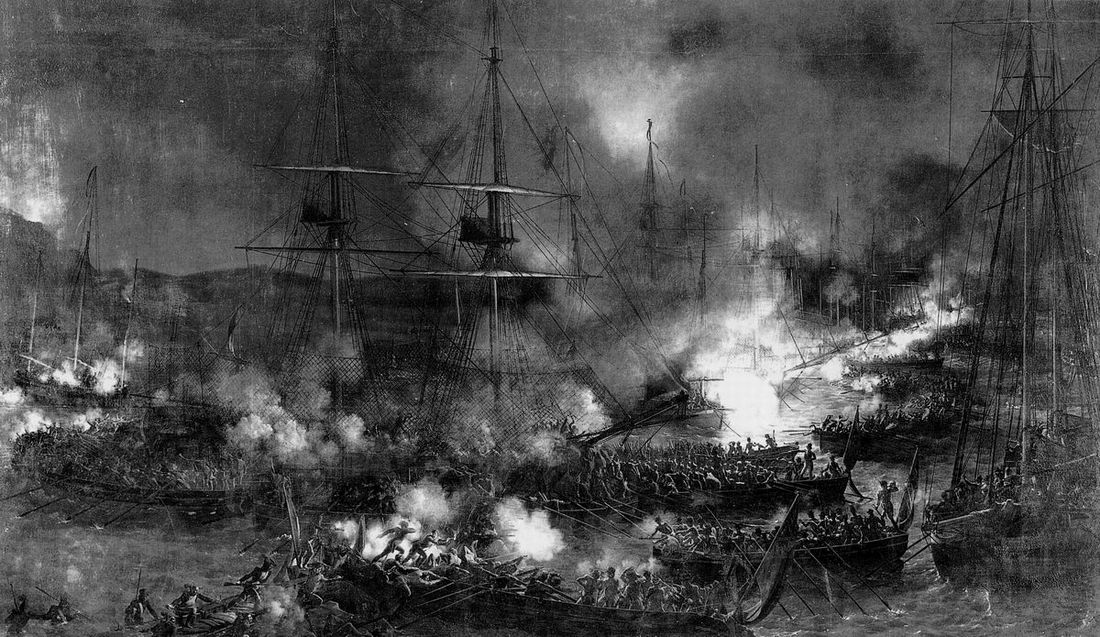
Nelsons Fehlschlag bei Boulogne-sur-mer, von Louis-Philippe Crepin

Am 1. Januar 1801 wurde er Vice Admiral of the Blue (sechsthöchster Rang der Royal Navy). Am 2. April 1801 führte er die Seeschlacht von Kopenhagen, in der er die Flotte Dänemarks ausschaltete, um die „bewaffnete Neutralität“ Dänemarks, Schwedens und Russlands zu brechen, die den britischen Handels- und Machtansprüchen entgegenstanden. Als die Kampfsituation immer verfahrener wurde, erhielt er von seinem in sicherer Entfernung zum Schlachtort mit dem Rest der Flotte ausharrenden Oberbefehlshaber Sir Hyde Parker den Befehl, die Kampfhandlungen einzustellen, was jedoch vor den Rohren der Batterien den Verlust vieler Schiffe sowie eine deutliche Niederlage bedeutet hätte. Nelson befolgte den Befehl nicht. Später sollte er sich damit herausreden, dass er das Fernrohr an sein Auge geführt habe, jedoch keine Signalflaggen erkennen konnte (es war aber das blinde Auge). Um zu siegen, bediente sich Nelson einer List: er bot trotz der eigentlich verfahrenen Situation den Dänen die ehrliche Kapitulation an, die diese auch akzeptierten und sich ihm ergaben. Seine Befehlsverweigerung wurde von der Admiralität wohlwollend akzeptiert, die Zurückhaltung und Fehleinschätzung Parkers in der Schlacht durch die Ernennung Nelsons zum Oberbefehlshaber über die Flotte in der Ostsee abgestraft. Zusätzlich erhob ihn der König am 22. Mai zum Viscount Nelson, of the Nile and of Burnham Thorpe. Da er keine ehelichen Kinder hatte, erhielt er im August zusätzlich den Titel Baron Nelson, of the Nile and of Hilborough mit spezieller Anwartschaft (siehe auch: Earl Nelson).
Nelson erhielt nun den Oberbefehl über die britische Kanalflotte. Ein von ihm geleiteter Angriff auf französische Schiffe bei Boulogne-sur-Mer blieb am 15./16. August 1801 ergebnislos. Am 22. Oktober 1801 wurde ein Waffenstillstand zwischen dem Vereinigten Königreich und Frankreich ausgehandelt und Nelson, der kränkelnd darniederlag, kehrte nach Hause zurück. Zusammen mit dem befreundeten Ehepaar William und Emma Hamilton bereiste der Admiral bald darauf Wales und England, wobei ein Besuch bei Matthew Boulton in Birmingham den Höhepunkt der Tour darstellte.

### Letzte Reaktivierung und Tod in der Schlacht

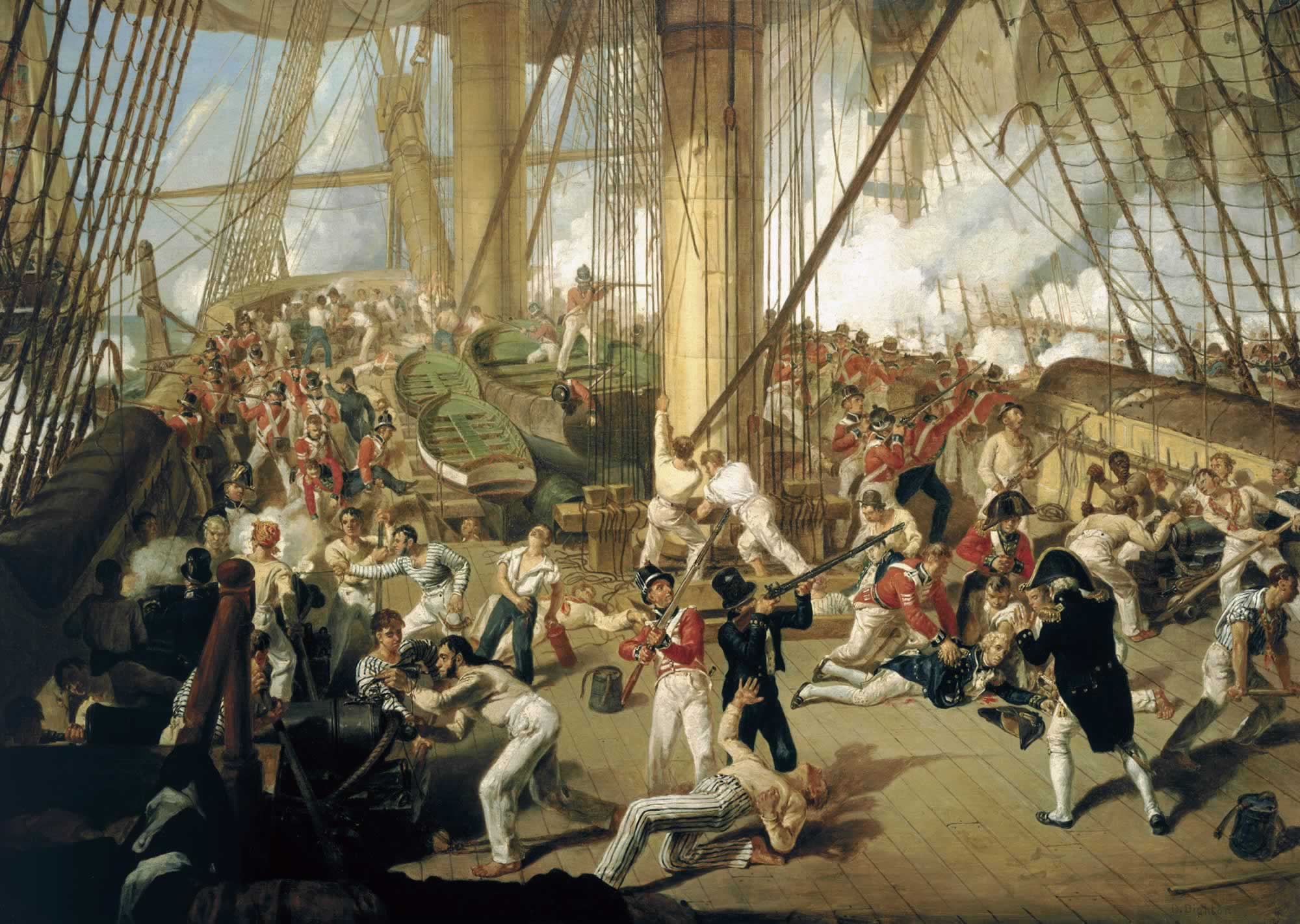
The Fall of Nelson, Battle of Trafalgar, 21 October 1805, Gemälde von Denis Dighton (um 1825; National Maritime Museum, Greenwich, London)

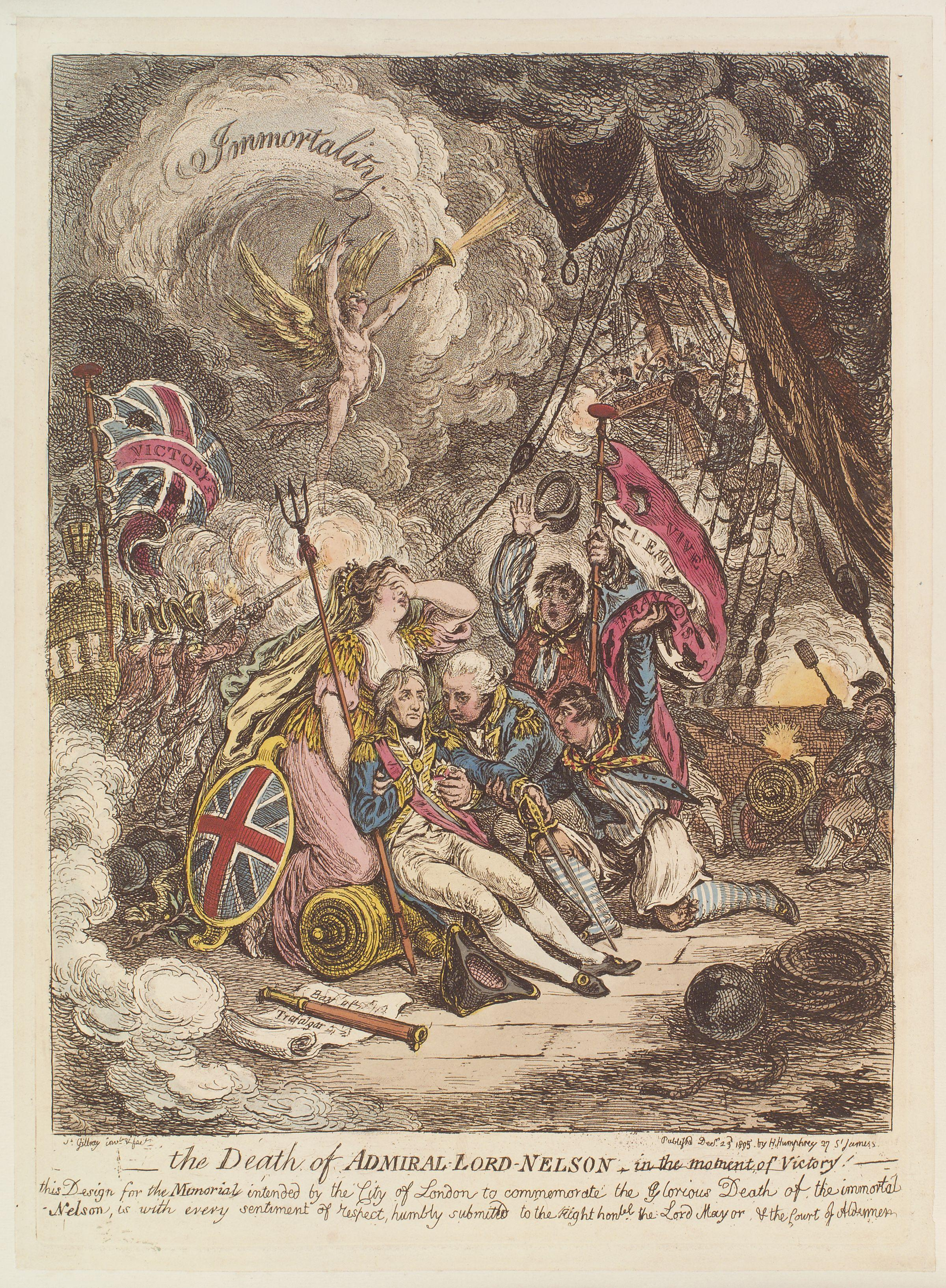
The death of Admiral Lord Nelson - in the moment of victory!, kolorierter Stich von James Gillray (1805)

Der auf den Waffenstillstand folgende Friede von Amiens vom 27. März 1802 wurde bereits 1803 wieder vom Vereinigten Königreich durch eine Kriegserklärung an Frankreich aufgekündigt. Nelson übernahm den Oberbefehl der Mittelmeerflotte und wurde zum Vice Admiral of the White befördert, dem fünfthöchsten Rang der Marine, sein Flaggschiff wurde die Victory, auf der er am 18. Mai 1803 seine Flagge setzte. Mit ihr nahm er zunächst an der Seeblockade von Toulon teil und setzte erst zwei Jahre später wieder einen Fuß auf festes Land. Nachdem die französische Flotte durch die Reihen der Briten brechen konnte, mit Kurs auf die Westindischen Inseln segelte und die Verfolgungsjagd abgebrochen werden musste, zog sich Nelson erneut aus gesundheitlichen Gründen nach Merton in Südengland zurück.
Zwei Monate später wurde er jedoch erneut zu den Waffen gerufen. Am 14. September 1805 segelte er an Bord der Victory von Portsmouth ab und erreichte am 28. September die britische Flotte vor der spanischen Küste. Er stand damit den französischen und spanischen Flotten gegenüber, die sich vereinigt hatten und im Hafen von Cádiz (Spanien) unter dem Kommando von Admiral Pierre de Villeneuve warteten.
Am 21. Oktober 1805 gelang es Nelson, die zahlenmäßig überlegene gegnerische Flotte zum Kampf zu stellen. Zu Beginn der sich nun entwickelnden Schlacht von Trafalgar ließ er seinen Schiffen per Flaggensignal den Befehl England expects that every man will do his duty – „England erwartet, dass jeder Mann seine Pflicht erfüllt“ – zukommen. Er wandte die Taktik des Durchbrechens der feindlichen Schiffslinie an und schlug so die napoleonische Flotte vernichtend. Von der Kugel eines französischen Schützen getroffen, welcher von einem Mast der Redoutable aus geschossen hatte, starb er noch am selben Tag, nachdem ihm der überwältigende Sieg über die gegnerische Flotte gemeldet wurde. Er verschied gegen 16:30 Uhr an Bord der Victory in Captain Thomas Hardys Armen, während dieser Nelsons letzten Wunsch „Kiss me, Hardy“ („Küss mich, Hardy“) erfüllte. Nelsons letzte Worte sollen „Thank God I have performed my duty“ („Gott sei Dank habe ich meine Pflicht erfüllt“) gewesen sein. Die vernichtende Niederlage der napoleonischen Flotte führte dazu, dass Frankreich als Seemacht weitgehend ausgeschaltet wurde, und sicherte die Vormachtstellung des Vereinigten Königreichs auf den Weltmeeren. Die von Napoleon beabsichtigte Invasion der britischen Inseln wurde so nachhaltig verhindert. Durch die fast gleichzeitige vernichtende Niederlage der britischen Verbündeten in der Schlacht bei Austerlitz konnte aber Frankreich seine Vormachtstellung an Land festigen, so dass eine Pattsituation entstand.
Nelsons Leichnam wurde – konserviert in einem mit Branntwein gefüllten Fass – nach London überführt, wo er unter großer Anteilnahme der Öffentlichkeit in einem Staatsbegräbnis, das vom 5. bis zum 9. Januar 1806 andauerte, in der St Paul’s Cathedral beigesetzt wurde. Der in der Krypta aufgestellte schwarze Marmorsarkophag samt seinem Sockel war einst für Kardinal Wolsey angefertigt worden, dann nach dessen Sturz durch Heinrich VIII. beschlagnahmt worden, der jedoch entgegen seinem Wunsch nicht in ihm bestattet wurde, und blieb ungenutzt bis zur Verwendung für Nelson.
Nachfolger als Kommandeur der Mittelmeerflotte wurde Admiral Lord Collingwood, der schon bei der Schlacht von Trafalgar sein Stellvertreter gewesen war.

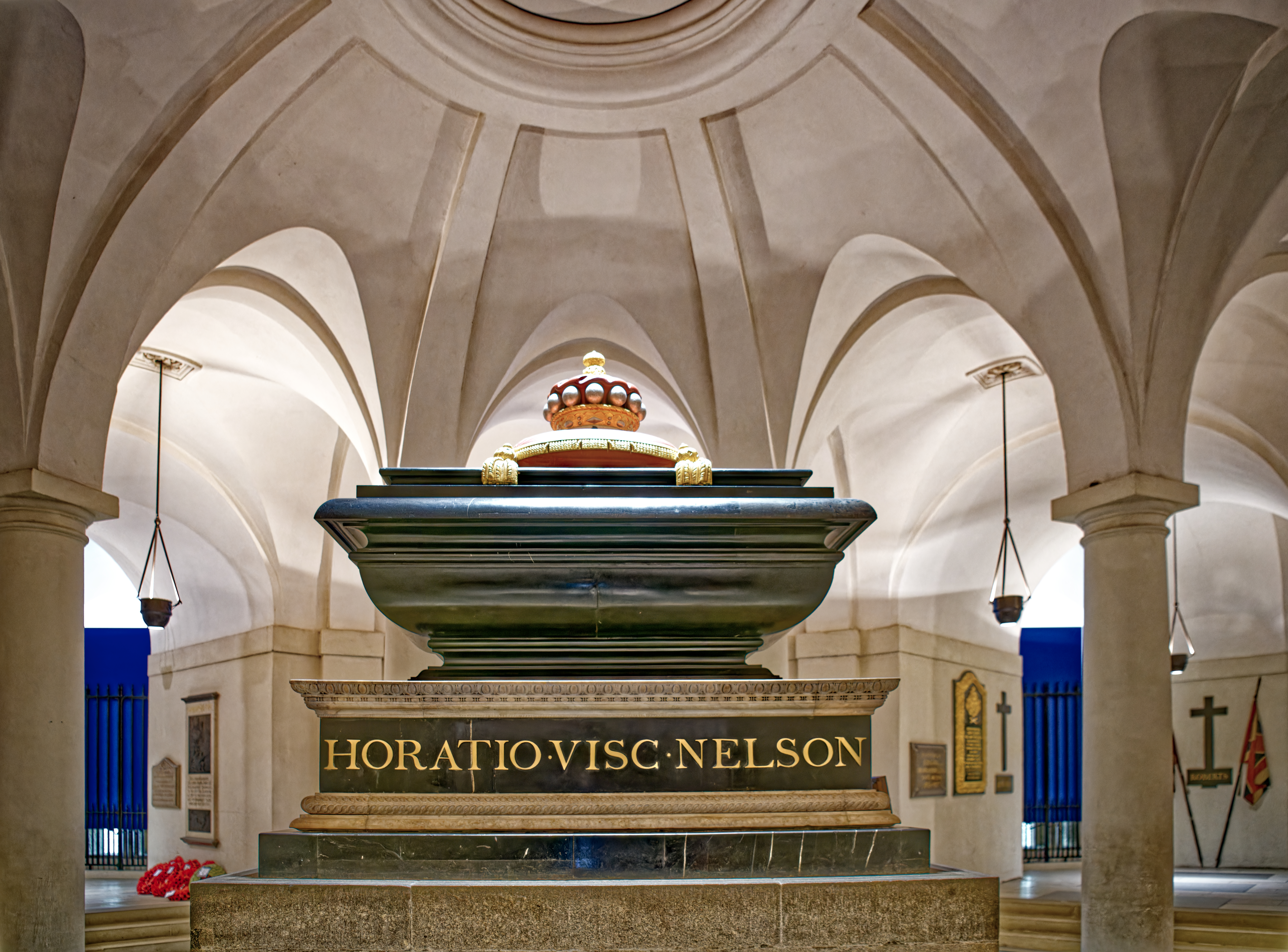
Nelsons Sarg in der Krypta der St Paul’s Cathedral, London

## Nelsons Wirkung

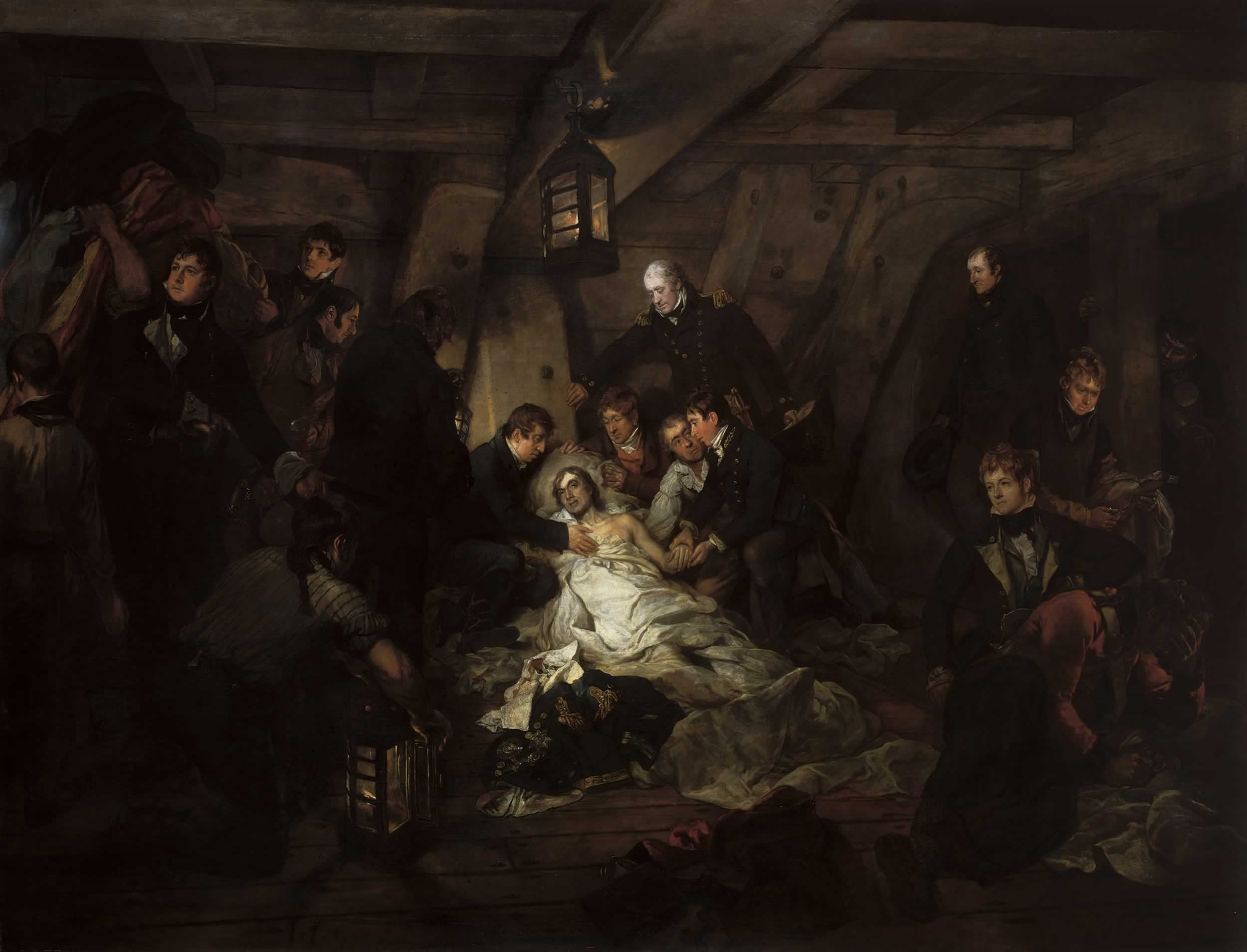
The Death of Nelson, 21 October 1805, Gemälde (1805; Royal Museums Greenwich), derzeit an Bord der HMS Victory, genau an dem Spant, der auf dem Gemälde zu sehen ist

Nelson Monument in der St Paul’s Cathedral um 1910

Nelson war schon zu Lebzeiten berühmt. Seine Leidenschaft, Risiken einzugehen, kostete ihn die Sehkraft eines Auges, einen Arm und schließlich das Leben, dies aber und sein charismatischer Führungsstil waren die Basis für seinen Ruf, der die Royal Navy bis heute inspiriert.
Er war bekannt dafür, dass er mit seinen Untergebenen verständnisvoll umging und ihnen eher einfühlsam als autoritär begegnete. Mit Mut, Entschlossenheit und seiner Ausstrahlung motivierte er sie und holte aus ihnen das Beste heraus. Für die persönlichen Führungsqualitäten Nelsons gibt es im Englischen eine eigene Bezeichnung: the Nelson touch.
Nelson hatte entscheidenden Anteil daran, dass die britische Marine in den Koalitionskriegen nahezu nach Belieben die Weltmeere beherrschen konnte. Sein Sieg in der Schlacht von Trafalgar sicherte die britische Überlegenheit zur See und machte eine französische Landung auf den britischen Inseln endgültig undenkbar. Das Vereinigte Königreich, der Hauptgegner Napoleons in den Koalitionskriegen, wurde damit nahezu unangreifbar. Das Flaggensignal, das Nelson in der Schlacht von Trafalgar ausgesandt hatte, wurde zum berühmtesten Signal der britischen Marine: England expects that every man will do his duty – „England erwartet, dass jeder Mann seine Pflicht tun wird“.
Da Nelson keine männlichen Nachkommen hatte, wurde seinem Bruder William an seiner Stelle der Titel Earl Nelson verliehen. Auf William ging aufgrund entsprechender Bestimmung durch Nelson auch der Titel Herzog von Bronte und das damit verbundene Herzogtum über.
Der Trafalgar Square mit der Nelsonsäule ist einer der meistbesuchten Plätze Londons. Ein ähnliches Monument in Dublin wurde im März 1966 durch einen Sprengstoffanschlag der IRA zerstört.
Die Royal Navy benannte insgesamt fünf Schiffe nach Nelson: eine HMS Lord Nelson und vier HMS Nelson, darunter das Typschiff der Nelson-Klasse. Nelsons letztes Schiff, die Victory existiert noch heute. Sie ist im zweiten Trockendock der Marinebasis von Portsmouth zu besichtigen und dient auch heute noch dem Commander-in-Chief der Royal Navy für offizielle Empfänge und Veranstaltungen. Zudem ist sie immer noch – ganz im Sinne britischer Tradition – offiziell Flaggschiff des Ersten Seelords Seiner Majestät.
Gegenstände, die Nelson gehörten oder die zu seinen Ehren angefertigt wurden, sind heute vor allem in drei großen Sammlungen zu sehen: im Royal Naval Museum in His Majesty’s Naval Base, Portsmouth, im National Maritime Museum in Greenwich und im Lloyd’s building im Zentrum Londons. Exponate im National Maritime Museum sind unter anderem eine Haarlocke Nelsons, seine am Todestag getragenen Beinkleider und sein letzter Uniformrock mit dem Einschussloch der tödlichen Kugel an der linken Schulter.

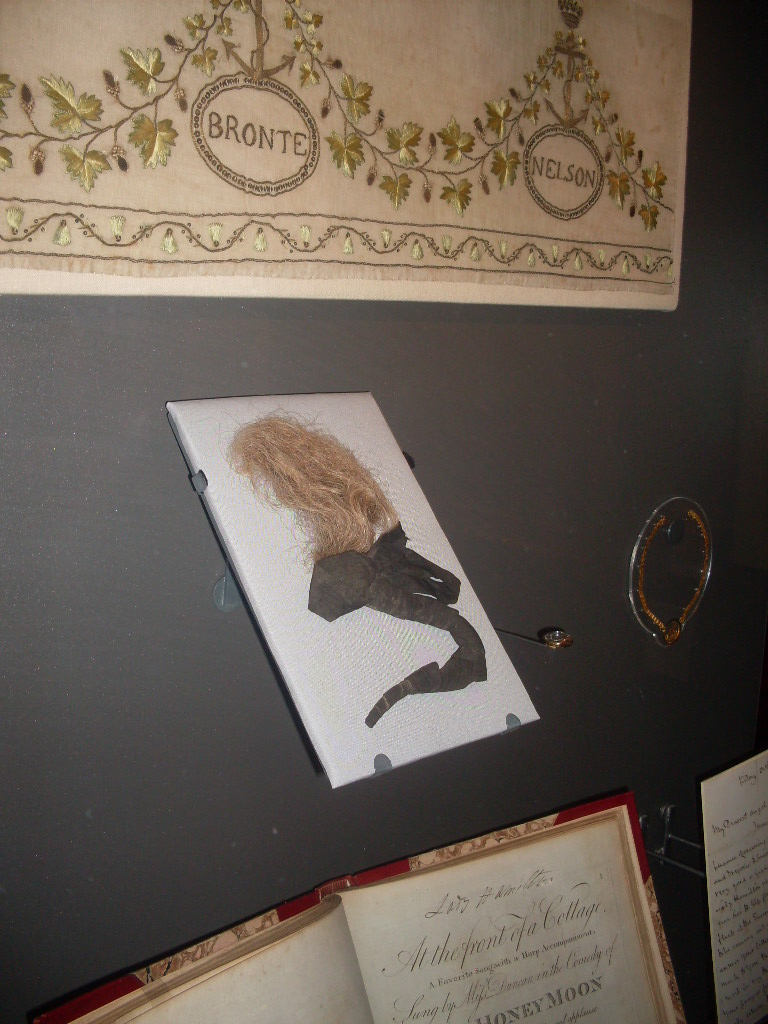
Eine Haarlocke Lord Nelsons
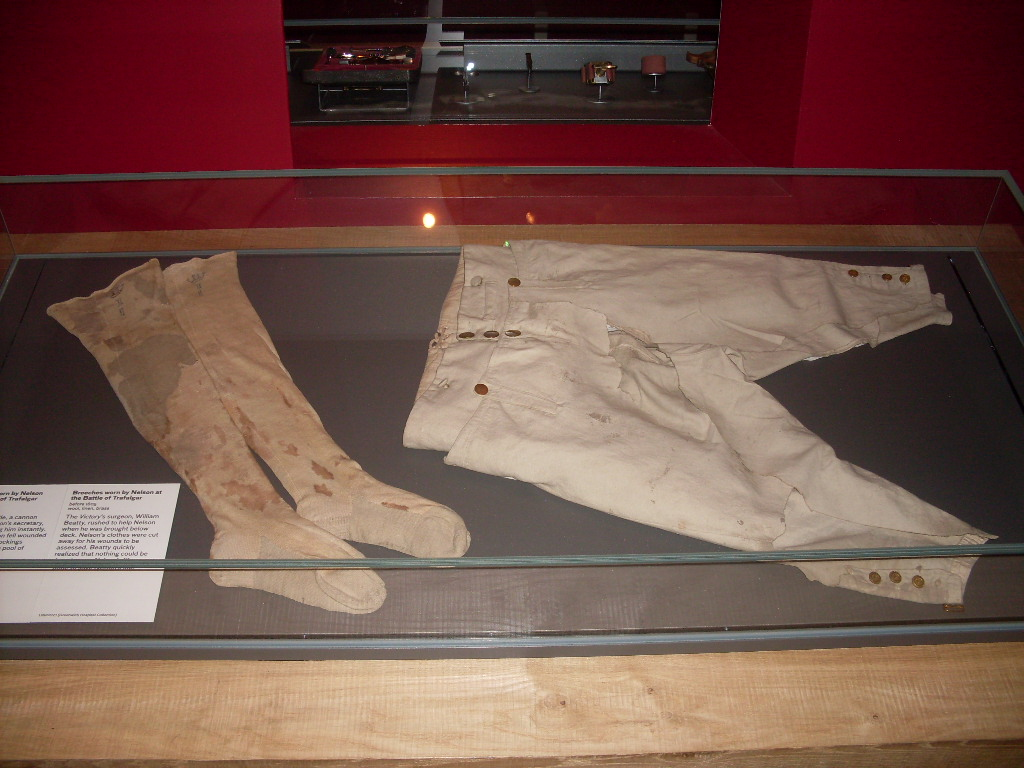
Lord Nelsons am Todestag getragene Beinkleider
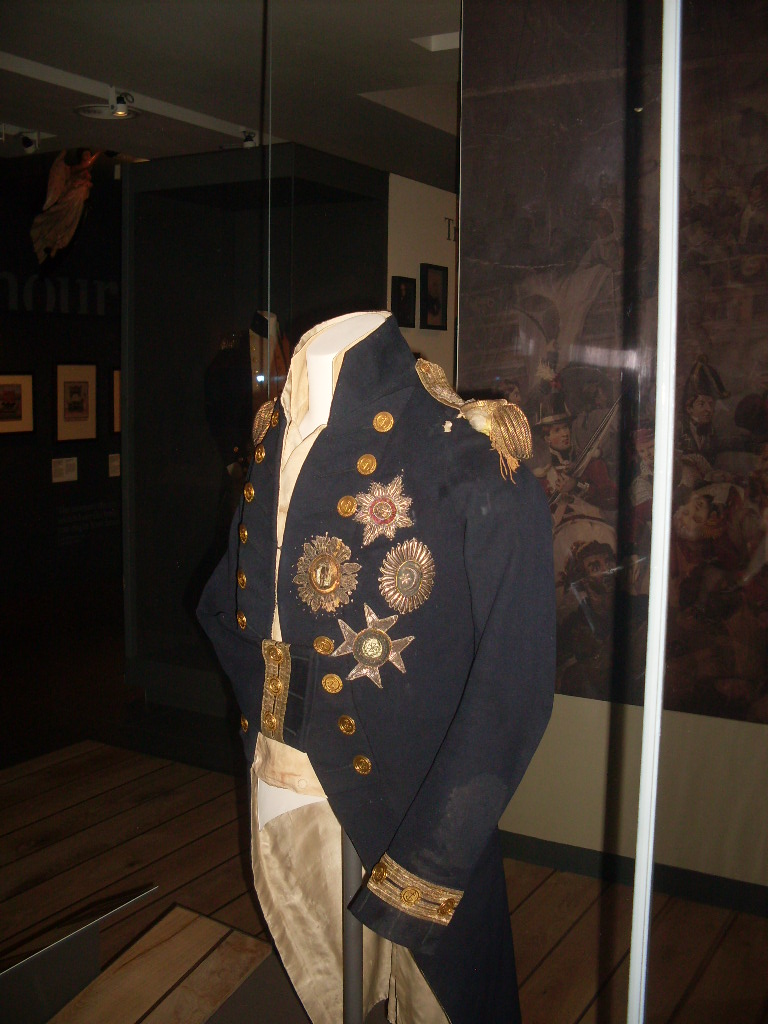
Lord Nelsons letzter Uniformrock
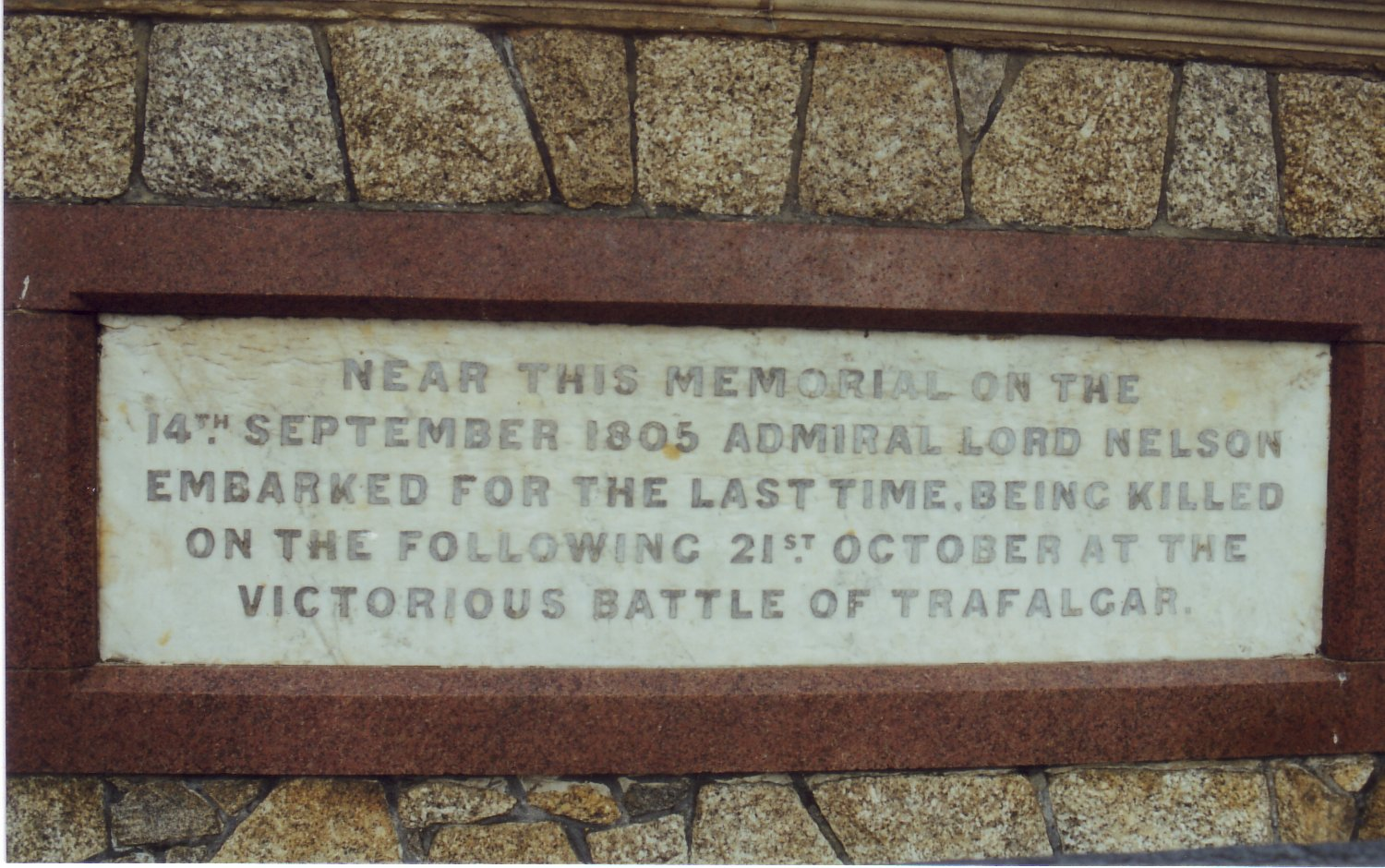
Inschrift des Nelson-Denkmals in Portsmouth

## Ehrungen

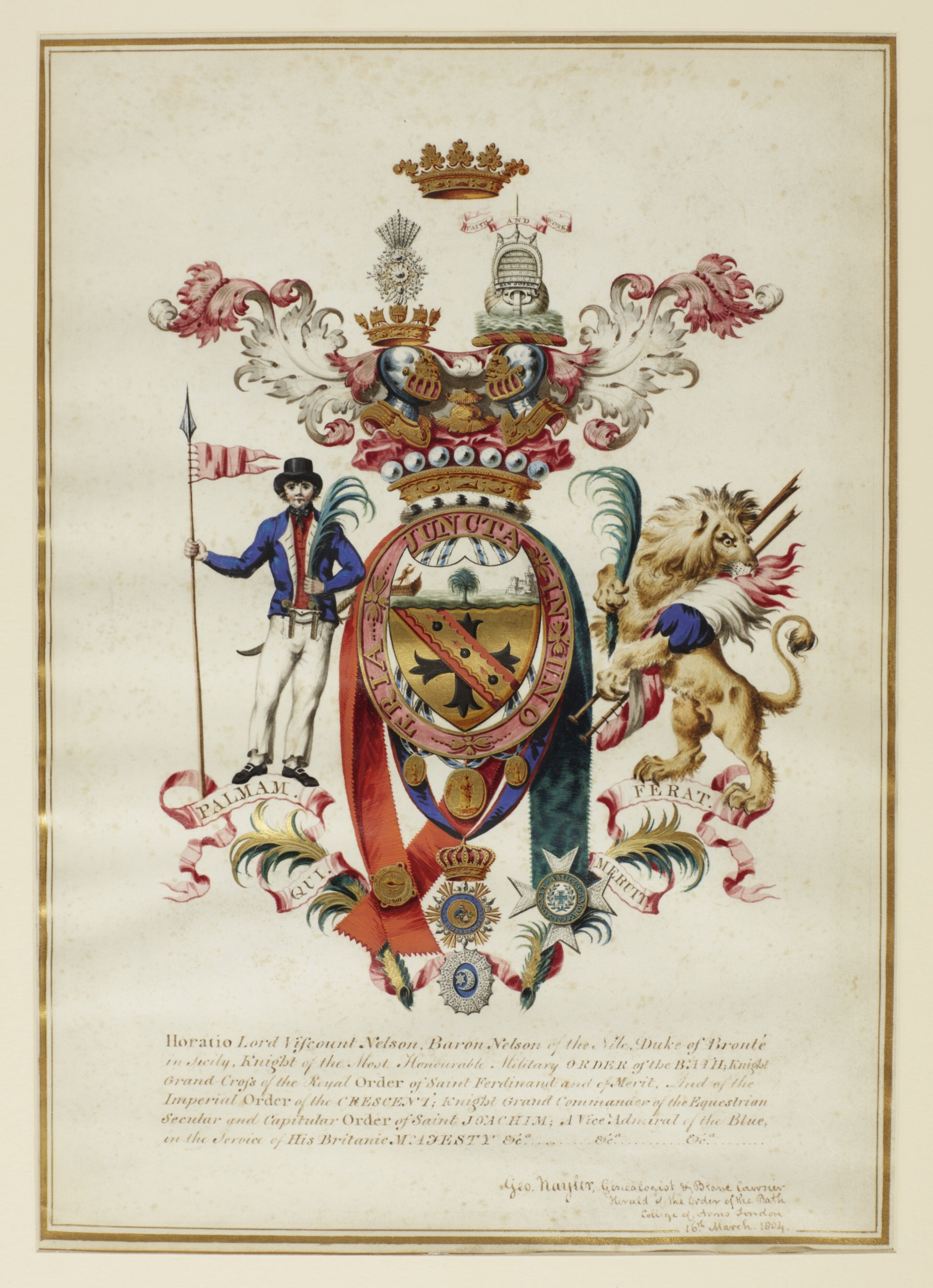
Wappen Nelsons mit seinen Auszeichnungen, 1804

Für seine militärischen Verdienste erhielt Nelson eine für seine Zeit ungewöhnlich hohe Anzahl von in- und ausländischen Ehrungen:
- Naval Gold Medal für die Seeschlacht bei Kap St. Vincent (1797)
- Knight Companion des Order of the Bath (1797)
- Naval Gold Medal für die Seeschlacht bei Abukir (1798)
- Çelenk (1798)
- Ritter I. Klasse des Ordens des halben Mondes (1799)
- Großkommandeur des St.-Joachims-Ordens (1802)
- Großkreuz des Ferdinand-Verdienstordens
- Naval Gold Medal für die Seeschlacht bei Trafalgar (1805, posthum)

## Liste der Denkmäler und Säulen für Nelson
Nach dem Tod von Nelson wurden an vielen Orten der Welt Denkmäler und Säulen zu seinen Ehren errichtet.
| Baujahr | Ort        | Land        | Höhe Statue                           | Höhe Sockel                       | Beschreibung | Bild |
| 1805    | Vockerode  | Deutschland |                                       |                                   | Das von Fürst Franz von Anhalt-Dessau geplante Nelson-Denkmal wurde nie errichtet, der vorgesehene Standort trägt aber heute noch den Namen Nelsonhügel am Kriegerdenkmal Vockerode. |      |
| 1809    | Dublin     | Irland      | 3,82 m (Epistilion) + 3,97 m (Statue) | 9,17 m (Sockel) + 23,85 m (Säule) | Die Nelsonsäule (Nelson’s Pillar) wurde in der Sackville Street (heute: O’Connell Street) errichtet, im März 1966 mutmaßlich von der IRA gesprengt und nicht wieder aufgebaut.       |      |
| 1809    | Montreal   | Kanada      | 2,6 m                                 | 16,5 m                            | Die Nelsonsäule steht auf dem Place Jacques-Cartier. |      |
| 1809    | Birmingham | England     |                                       |                                   | Die von Sir Richard Westmacott geformte Bronzestatue wurde am 25. Oktober am Old Cross enthüllt und 1961 auf den Bull Ring umgesetzt.                                                |      |
| 1813    | Bridgetown | Barbados    |                                       |                                   | Die von Sir Richard Westmacott geformte Bronzestatue wurde am 22. März auf dem Trafalgar Square (heute: National Heroes Square) enthüllt.                                            |      |
| 1815    | Edinburgh  | Schottland  |                                       | 32 m                              | Von Robert Burn in der Form eines auf dem Kopf stehenden Fernrohrs geschaffen, auf dem Calton Hill gelegen.                                                                          |      |
| 1840    | London     | England     | 5,5 m                                 | 46 m                              | Die Nelsonsäule steht auf dem Trafalgar Square. |      |

## Film
- Die ungekrönte Königin. Regie: Frank Lloyd, USA 1929, (99 Min., mit Victor Varconi)
- Lord Nelsons letzte Liebe. Regie: Alexander Korda, GB 1941, (108 Min., mit Laurence Olivier, Vivien Leigh u. a.)
- Korabli schturmujut bastiony. (Schiffe stürmen Bastionen/Attack from the Sea, UdSSR 1953, Regie: Michail Iljitsch Romm, mit Iwan Solowjow als Nelson).

## Comics
- Nelson. Der Held von Trafalgar. Abenteuer der Weltgeschichte. Die interessante Jugendzeitschrift, Nr. 35 (Walter Lehning Verlag, Hannover) o. J. [ca. 1955].